# Serse Cosmi
 (décembre 2022).
Si vous disposez d'ouvrages ou d'articles de référence ou si vous connaissez des sites web de qualité traitant du thème abordé ici, merci de compléter l'article en donnant les références utiles à sa vérifiabilité et en les liant à la section « Notes et références ».
Serse Cosmi (né le 5 mai 1958 à Pérouse, en Ombrie) est un entraîneur italien de football.

## Biographie
Serse Cosmi est initialement un entraîneur venu du monde amateur, qui s'est en quelque sorte fait sur le terrain. Il débute en 1990, dans un petit club de sa région, l'AS Pontevecchio, amenant en cinq ans l'équipe de la 8e à la 5e division italienne. Ainsi, il est appelé du côté du voisin, l'AC Arezzo, en 5e division, à l'été 1995. La première saison, l'équipe effectuera cavalier seul en tête de son groupe et, terminant 1re, l'AC Arezzo est promu en Serie C2. En 1996-97, pour sa première saison en Serie C2, l'équipe termine à la 4e place, tout près d'un billet pour la Serie C1. Tout près de l'exploit la saison précédente, l'AC Arezzo réitère durant la saison 1997-98 ses excellentes performances et fait même mieux en terminant 3e. L'équipe se qualifie pour les play-off : en demi-finale, l'AC Arezzo élimine le Teramo Calcio par un seul petit but (0-0, 1-0) avant de battre en finale le Spezia Calcio 2-1 après prolongation (but de Campanile à la 127e minute sur penalty). L'équipe retrouve la Serie C1 cinq ans après en avoir été radiée pour raisons économiques. C'est un véritable triomphe pour Serse Cosmi.
La première saison en Serie C1, 1998-99, l'équipe termine à une modeste 11e place. La saison suivante, plus aboutie, amène l'AC Arezzo à une cinquième place, dernière place qualificative aux play-off. Toutefois l'équipe chute dès les demi-finales contre l'Ancône Calcio (1-1, 1-2).
La régularité des résultats de Serse Cosmi vont taper dans l'œil de clubs plus huppés. C'est ainsi que lors de la saison 2000-01, il débarque directement en Serie A, chez le voisin du Pérouse Calcio, club de sa ville de naissance. Serse Cosmi est alors pour la Serie A un parfait inconnu. L'équipe compte dans ses rangs des joueurs comme Fabio Liverani, Davide Baiocco, Marco Materazzi, le Brésilien Zé Maria et le Grec Zisis Vryzas. L'équipe joue un football très attrayant et devient l'équipe surprise de la Serie A, se classant 10e à la fin de la saison. La saison suivante est encore plus réussie, l'équipe terminant 8e. Serse Cosmi est désormais un entraîneur reconnu.
Pour la saison 2002-03, l'équipe se renforce avec Fabrizio Miccoli. L'équipe n'est éliminée qu'en demi-finale de la Coupe d'Italie par le Milan AC et terminera la saison à la 9e place, place qualificative pour la Coupe Intertoto. Le Pérouse Calcio remporte cette coupe face au VfL Wolfsburg en début de saison 2003-04, ce qui lui permet de rentrer en Coupe de l'UEFA. Après des victoires face aux Écossais du Dundee United (1-0, 2-1) et aux Grecs de l'Aris FC (2-0, 1-1), l'équipe est éliminée en seizièmes de finale par les Néerlandais du PSV Eindhoven (0-0, 1-3). En championnat, l'horizon est moins rose : l'équipe est incapable de remporter un seul match durant tous les matchs allers. Se reprenant en phase retour, l'équipe termine néanmoins 15e et ne peut éviter un match de barrage contre l'AC Fiorentina, 6e en Serie B. Ce sont les Toscans qui vont remporter la mise sur l'ensemble des deux matches (1-0, 1-1) et retrouver ainsi l'élite. Cette défaite marque la fin d'une ère pour Serse Cosmi qui rend les clés de la maison.
Ainsi, pour la saison 2004-05, il est engagé par le Genoa CFC en Serie B. L'équipe, au terme des matches allers, fait la course en tête, avant de baisser de rythme, faute d'avoir pu satisfaire aux exigences de l'entraîneur lors du mercato d'hiver. L'équipe obtient toutefois sur le terrain la première place et le retour dans l'élite après une victoire 3-2 à la dernière journée contre le Venise Calcio, déjà rétrogradé. Mais la joie est de courte durée. Ce dernier match fait l'objet d'une enquête et des soupçons de fraude de la part du président Enrico Preziosi se confirme. Après jugement des instances sportives, l'équipe est déclassée à la dernière place, donc rétrogradé en Serie C1 pour la seconde fois de son histoire, avec 3 points de pénalité pour la saison suivante. Serse Cosmi, totalement étranger à ces faits, signe alors pour la saison 2005-06 à l'Udinese Calcio en Serie A.
L'équipe se qualifie pour la phase de poule de la Ligue des champions de l'UEFA après avoir éliminé le Sporting Clube de Portugal (1-0, 3-2). L'Udinese Calcio terminera troisième derrière le FC Barcelone et le Werder Brême, à la différence de buts. Reversé en Coupe de l'UEFA, elle est éliminée dès les huitièmes de finale par les Bulgares du PFK Levski Sofia (0-0, 1-2). Serse Cosmi est limogé le 10 février 2006 à cause de mauvais résultats en championnat. Malgré une demi-finale de Coupe d'Italie, l'équipe termine à une anonyme 10e place en championnat. 
Après une année sans entraîner, il est appelé en février 2007 du côté du Brescia Calcio en Serie B, l'équipe stagnant alors en milieu de tableau. Il la ramène alors à la 6e place, qualificative pour les play-off, mais, manque de chance, ils ne seront pas disputés cette année-là car il y a plus de 10 points de différence entre la troisième et la quatrième au classement. Serse Cosmi est toutefois prolongé de deux ans. Il termine la saison suivante, 2007-08, à la cinquième place qualificative pour les play-off mais le Brescia Calcio est éliminé dès les demi-finales (1-0, 1-2, éliminé à cause d'un moins bon classement au terme de la saison régulière). Serse Cosmi est maintenu pour la saison 2008-09 mais il ne restera que 5 journées sur le banc avant d'être remercié avec 6 points au compteur. Il est remplacé à la tête de l'équipe par Nedo Sonetti.  
Après une nouvelle année sans entraîner, il est engagé le 21 octobre 2009 par l'AS Livourne Calcio en Serie A, en remplacement du duo d'entraîneurs Gennaro Ruotolo / Vittorio Russo. L'équipe est dernière en championnat. Il débute par une excellente victoire 1-0 contre l'AS Roma au Stadio Olimpico. Grâce à Cosmi, l'équipe va progressivement redresser la barre. Pourtant le 24 janvier 2010, Serse Cosmi donne sa démission après une défaite 2-0 contre le SSC Naples à cause de divergences avec la direction et notamment son président Aldo Spinelli. Deux jours plus tard, après une entrevue avec ce dernier, il réintègre son banc pour tenter de sauver l'équipe de la relégation. Il est toutefois remercié pour ses mauvais résultats le 5 avril 2010, et remplacé par son prédécesseur Gennaro Ruotolo. L'équipe est 20e et dernière avec 8 points de retard sur la zone de maintien alors qu'il ne reste que 6 matches à jouer.
Le 28 février 2011, Serse Cosmi est nommé entraîneur de Palerme, où il remplace Delio Rossi. Il est cependant remercié un mois et demi plus tard pour mauvais résultats et contre toute attente c'est Delio Rossi qui est rappelé à la tête du club Palermitain. En décembre 2011, il est nommé à la tête de l'US Lecce pour redresser la barre du club.
Le 24 février 2014, Cosmi rejoint le club de Trapani en Serie B où il remplace Pasquale Marino.

## Palmarès
- 1 Coupe Intertoto : 1993 Pérouse Calcio